# Кройтору, Адриан
Адриан Кройтору (рум. Adrian Croitoru; род. 24 февраля 1971, Tudora, Ботошани) — румынский дзюдоист, чемпион Румынии, чемпион и призёр чемпионатов Европы, призёр чемпионатов мира, участник трёх Олимпийских игр (1992, 1996, 2000).

## Биография
Адриан Кройтору родился 24 февраля 1971 года.

## Карьера
Выступал в полутяжёлой весовой категории (до 90 кг). В 1993-2001 годах девять раз становился чемпионом Румынии. Чемпион (2000), серебряный (1992) и бронзовый (1991, 1994) призёр чемпионатов Европы. Дважды (в 1993 и 1999 годах) становился бронзовым призёром чемпионатов мира.
На летних Олимпийских играх 1992 годах в Барселоне в весовой категории до 86 килограммов Адриан победил в первом раунде американца Джозефа Уонага, но уже на стадии 1/16 финала проиграл будущему вице-чемпиону Паскалю Тайо из Франции. В утешительной сетке он одержал три победы: над венгром Каролем Корбелем, кубинцем Андресом Франко и швейцарцем Даниэлем Кистлером, но в матче за бронзу с оценкой иппон победу одержал канадец Николя Жиль. Кройтору остался на пятом месте.
На следующей Олимпиаде в Атланте также стал пятым в категории до 86 килограммов. Румынский дзюдоист дошёл до полуфинала, победив олимпийского чемпиона японца Хидэхико Ёсида, украинца Руслана Машуренко, француза Дарселя Яндзи, а затем уступил Армену Багдасарову из Узбекистана. В поединке за бронзовую медаль Кройтору проиграл нидерландскому дзюдоисту Марку Хёйзинге, который уже в первом раунде проиграл будущему олимпийскому чемпиону и шёл по утешительной сетке.
На последней для себя летней Олимпиаде 2000 года в Сиднее занял девятое место в категории до 90 килограммов, дойдя до четвертьфинала. Там он вновь проиграл Хёйзинге, который затем завоевал золото. До четвертьфинала Кройтору победил доминиканца Висбарта Жеральдино и россиянина Дмитрия Морозова.